# 여자12악방

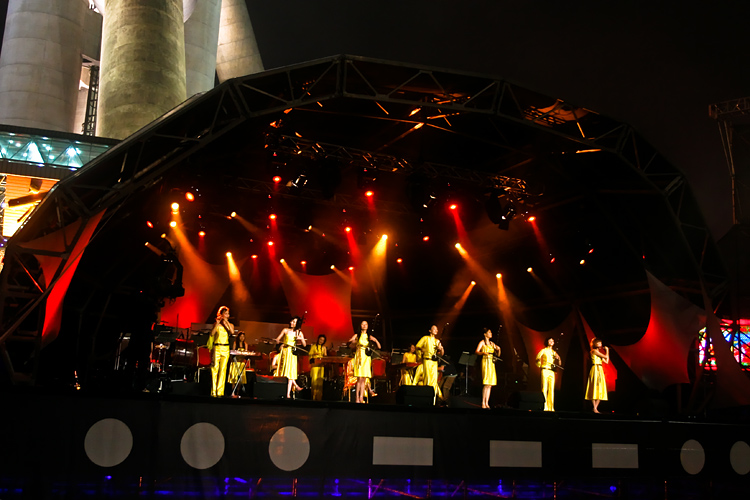

여자12악방은 중국의 크로스오버 여자밴드이다. 얼후, 비파, 대금 등으로 연주하는 중국 전통음악의 기반 위에 팝, 재즈, 클래식 등 다양한 장르의 음악과 전자 사운드를 접목해 국민적 인기와 대중적 파워를 지닌 밴드로 확고히 자리매김한 대규모 밴드이다.